# Canard à bec jaune
Anas undulata
Espèce
Statut de conservation UICN

 LC  : Préoccupation mineure
Le Canard à bec jaune (Anas undulata) est une espèce de palmipède appartenant à la famille des Anatidae et à la sous-famille des Anatinae.

## Répartition et habitat
Cet oiseau vit en Afrique subsaharienne : de l'Érythrée à l'Angola et l'Afrique du Sud (absent du Kalahari et du désert du Namib).

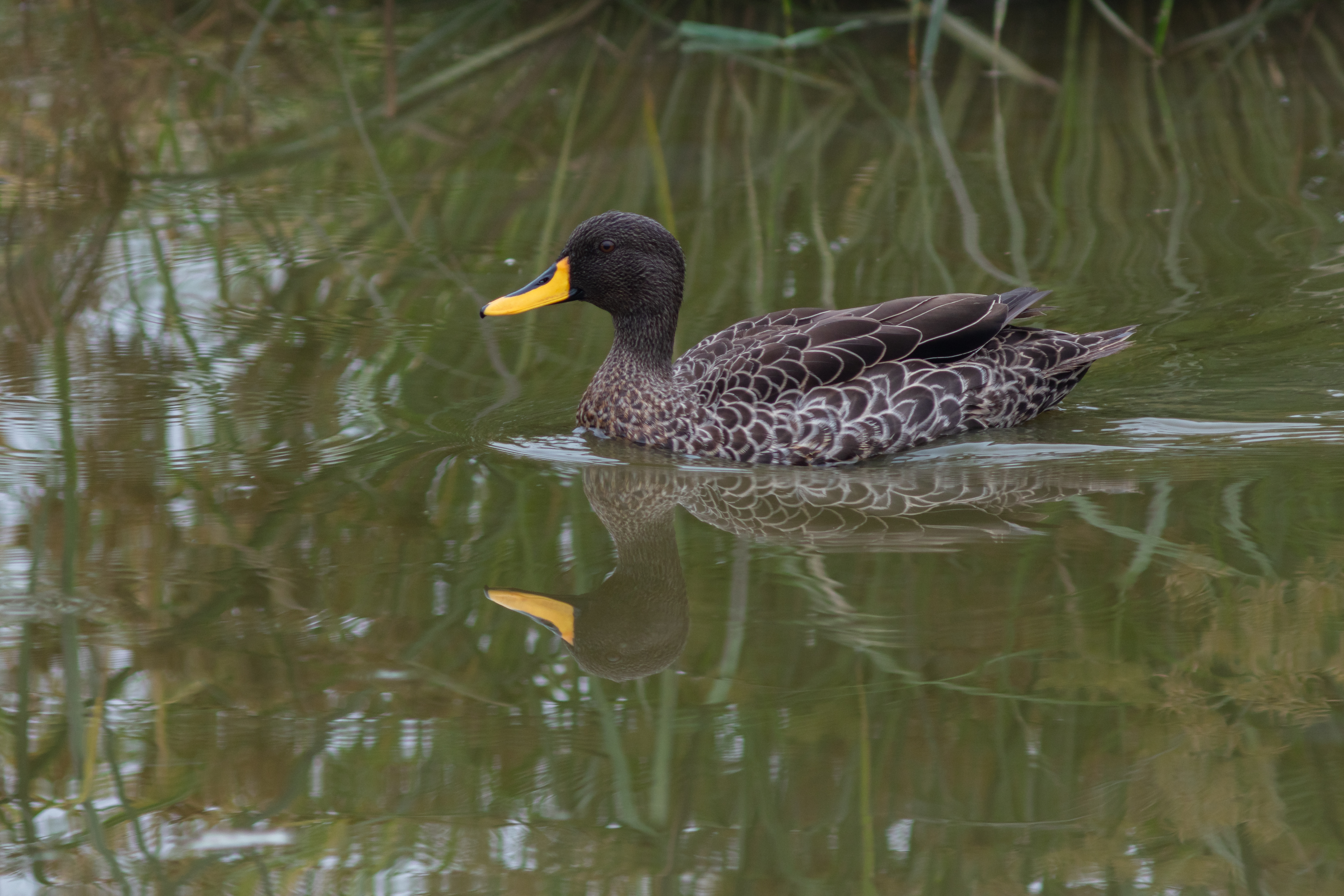
Parc national du lac Mburo, Ouganda

Il vit dans les cours d'eau lents, les mares et les lacs. Il ne supporte pas les eaux trop acides, ni les cours d'eau rapides. Par contre il peut supporter des eaux basiques jusqu'à un pH de 10 si elles ne contiennent pas une concentration élevée de chlorure de sodium.

## Alimentation
Omnivore, il se nourrit de fruits, de graines, de racines, de feuilles, d'insectes aquatiques et de leurs larves, de crustacés et de mollusques.

## Sous-espèces
Selon la classification de référence du Congrès ornithologique international (version 15.1, 2025) :
- Anas undulata ruppelli Blyth 1855 — est du Soudan, Éthiopie et nord du Kenya ;
- Anas undulata undulata Dubois, CF, 1839 — du sud du Kenya à l'Angola et à l'ouest de l'Afrique du Sud.